# دوميترو بانايتيسكو
دوميترو بانايتيسكو (مواليد 1 مايو 1913) هو ملاكم روماني، مثّل بلاده في الألعاب الأولمبية الصيفية 1936.

## روابط خارجية
دوميترو بانايتيسكو على موقع بوكس ريك (الإنجليزية) (registration required)
- دوميترو بانايتيسكو على موقع أوليمبيديا (الإنجليزية)